# Бромберг Марк Львович
Марк Львович Бромберг (нар. 20 січня 1923, Вінниця — † 30 жовтня 1991) — радянський футбольний арбітр. Суддя всесоюзної категорії (1967), представляв Вінницю.
Учасник Другої світової війни, сержант, брав участь в обороні Москви.
Грав у команді «Динамо» (Вінниця) на позиції правого захисника. За деякими даними у 1980—1990-х роках переїхав до Ізраїлю.